# Diospyros tridentata
Diospyros tridentata är en tvåhjärtbladig växtart som beskrevs av Frank White. Diospyros tridentata ingår i släktet Diospyros och familjen Ebenaceae. Inga underarter finns listade i Catalogue of Life.